# Zbyněk Zeman
Zbyněk Anthony Bohuslav Zeman (* 18. října 1928 Praha – 22. června 2011 Praha) byl britský historik českého původu a vysokoškolský pedagog.

## Život
Zbyněk Zeman se narodil v Praze 18. října 1928. V průběhu gymnaziálních studií odjel do Anglie a ve školním roce 1946–1947 zde studoval na Czechoslovak College. Po návratu domů na podzim 1948 začal studoval práva na Karlově univerzitě. V červnu 1948 po únorovém komunistickém převratu odešel do Velké Británie.
V Londýně studoval historii na School of Slavonic and East European Studies v Londýně, kde získal bakalářský titul. Doktorát pak obhájil na Oxfordské univerzitě. V roce 1953 se stal členem týmu historiků připravujících edice dokumentů k německé zahraniční politice ve Whaddon Hall. V letech 1958–1961 působil na St Antony's College v Oxfordu a byl členem redakce časopisu The Economist (1959–1962), kde měl na starosti východní Evropu. V letech 1962–1970 přednášel moderní historii na Univerzitě v St. Andrews. Poté založil výzkumné oddělení v Amnesty International (1970–1973). Dále působil jako ředitel East West SPRL (Brusel) a European Cooperation Research Group (1974–1976). V roce 1976 se stal profesorem středo- a východoeropských studií na univerzitě v Lancasteru. V období 1982–1996 byl profesorem středoevropských a východoevropských dějin v Oxfordu (St Edmund Hall). V roce 1996 se navrátil zpět do vlasti, kde přednášel a psal knihy.

## Dílo
(anglicky)
(kompletně převzato z anglické verze Wikipedie)
- Prague spring: A report on Czechoslovakia 1968 (published as a Penguin Special in 1969)
- The Making and Breaking of Communist Europe (Paperback – Nov 1991) – česky : Vzestup a pád komunistické Evropy
- Pursued by a Bear: The Making of Eastern Europe (Hardcover – Jan 1989)
- Heckling Hitler: Caricatures Of The Third Reich (Hardcover – Dec 1, 1987)[1]
- Selling the War: Art & Propaganda in World War II (Hardcover – Apr 1982)
- The Masaryks: The making of Czechoslovakia (Hardcover – 1976)
- A diplomatic history of the First World War (Unknown Binding – 1971)
- The Gentleman Negotiators: a diplomatic history of World War I (Hardcover – 1971)
- Twilight of the Habsburgs: the collapse of the Austro-Hungarian Empire (Paperback – 1971)
- Nazi Propaganda (Hardcover – Jan 1, 1964)
- The Break-Up of the Habsburg Empire 1914–1918 – A Study in National and Social Revolution (Hardcover – 1961)

(česky)
- Edvard Beneš – politický životopis
- Parvus Helphand – Muž, který financoval Lenina